# Жёлудь, Рома
Ро́ма Жёлудь (настоящее имя — Рома́н Руста́мович Кери́мов, имя при рождении — Игна́т; род. 1 февраля 1996, Москва) — российский видеоблогер и певец. Журналисты часто сравнивали Рому Жёлудя с канадским исполнителем Джастином Бибером.
Пиком популярности для Ромы Жёлудя стал 2012 год, затем его популярность начала падать.

## Деятельность
Рома Жёлудь известен благодаря своим видеороликам, размещённым на видеосервисе YouTube в жанре веб-шоу. Общее количество просмотров на двух каналах (RomaAcorn и RomaAcornLive) на февраль 2015 года превышало 108 миллионов.
В 2012 году он был приглашён в качестве соведущего на специальный первоапрельский выпуск программы «Пусть говорят» на Первом канале. В ноябре того же года Рома Жёлудь стал телеведущим программы «Неформат чарт» на Муз-ТВ, однако в конце ноября 2013 года канал отказался от сотрудничества с ним.
В 2013 году был выбран в качестве одного из ведущих «Премии МУЗ-ТВ». Весной 2013 года на неделе моды в Москве он представил собственную марку одежды.
В октябре 2013 года Рома Жёлудь инсценировал нападение на себя, в связи с чем во многих новостных лентах появились заголовки, что он попал в реанимацию, а в Twitter набрал популярность хештег #ромаживи.
В начале июня 2014 года выпустил свой первый студийный альбом под названием «Зона свободного падения», в который вошло 15 композиций. Пластинка также включила в себя все ранее представлены синглы, в том числе «Like», «Я не игрушка для тебя», «Громче» и «Интернет-герой». Сразу после релиза диск смог стать самым продаваемым среди поп-исполнителей в российском отделении онлайн-магазина iTunes.
Позже переехал в Лос-Анджелес, штат Калифорния в США. Прожил там 3 года.
По состоянию на 2019 год являлся офисным сотрудником в Москве. Пытается возродить былую популярность на YouTube.
В подростковом возрасте он стал употреблять наркотики и впал в зависимость, от которой долго лечился.
В 2019 году снялся в эпизодической роли в российском фильме «Холоп».
В 2021 году переехал в Дубай, где купил квартиру.
3 декабря 2021 года совершил каминг-аут как бисексуал, а также признался, что много лет страдает сексуальной зависимостью и оказывает эскорт-услуги.

## Семья
- Отец — Рустам Мовлудович Керимов (род. 1960) — бизнесмен. С отцом не общается.
- Мать — Оксана Керимова (ум. 2023)[30].

## Общественная позиция
В 2022 году поддержал «вторжение России на Украину, порекомендовав своим подписчикам посетить канал Война с фейками», распространяющий российскую государственную пропаганду.
Национальное агентство по предотвращению коррупции Украины выступило с инициативой о введении против него международных санкций, так как Жёлудь «поддержал военное вторжение России в Украину в публичных заявлениях, социальных сетях».

## Дискография

### Студийные альбомы
| Название                | Информация                                                                  |
| ----------------------- | --------------------------------------------------------------------------- |
| Зона свободного падения | - Релиз: 5 июня 2014 - Формат: цифровая дистрибуция                         |
| Клубная программа       | - Релиз: 26 мая 2020 - Лейбл: Cartoon People - Формат: цифровая дистрибуция |

### Синглы
| Год  | Название                   | Альбом                    |
| ---- | -------------------------- | ------------------------- |
| 2013 | «Во сне» (feat. Sofi)      | без альбома               |
| 2013 | «Интернет герой»           | «Зона свободного падения» |
| 2015 | «Это и есть любовь»        | без альбома               |
| 2017 | «Тишина» (feat. FYVO)      | без альбома               |
| 2018 | «Трендсеттер»              | «Клубная программа»       |
| 2020 | «Срыв»                     | без альбома               |
| 2020 | «Эмобой»                   | без альбома               |
| 2020 | «Мокрые сёрферы»           | без альбома               |
| 2020 | «Твой непобедимый мальчик» | без альбома               |
| 2021 | «Стиль»                    | без альбома               |

## Видеография
| Год  | Клип                                    | Режиссёр         | Альбом                             |
| ---- | --------------------------------------- | ---------------- | ---------------------------------- |
| 2012 | «Like»                                  | Алексей Смагин   | «Зона свободного падения»          |
| 2012 | «Я не игрушка для тебя»                 | Рома Жёлудь      | «Зона свободного падения»          |
| 2012 | «Во сне» (при участии Sofi)             | Андрей Соболев   | «Зона свободного падения»          |
| 2013 | «Громче»                                | Рома Жёлудь      | «Зона свободного падения»          |
| 2013 | «Интернет-герой»                        | Алиса Космос     | «Зона свободного падения»          |
| 2013 | «Лайков сто» (при участии Bad Bonus)    | Кирилл Зановский | «Зона свободного падения»          |
| 2014 | «Отношения»                             | Виталий Ширяев   | «Зона свободного падения»          |
| 2014 | «Спасибо» (при участии Мелиссы Мустафы) | Мария Скобелева  | «Зона свободного падения (Deluxe)» |
| 2019 | «Техноигла»                             | —                | «Клубная программа»                |
| 2019 | «Киберпанк»                             | —                | «Клубная программа»                |
| 2020 | «Твой непобедимый мальчик»              | —                | без альбома                        |
| 2023 | «Люби меня» ft. CMH                     | —                | Antiwrld                           |